# Maffeo Pantaleoni

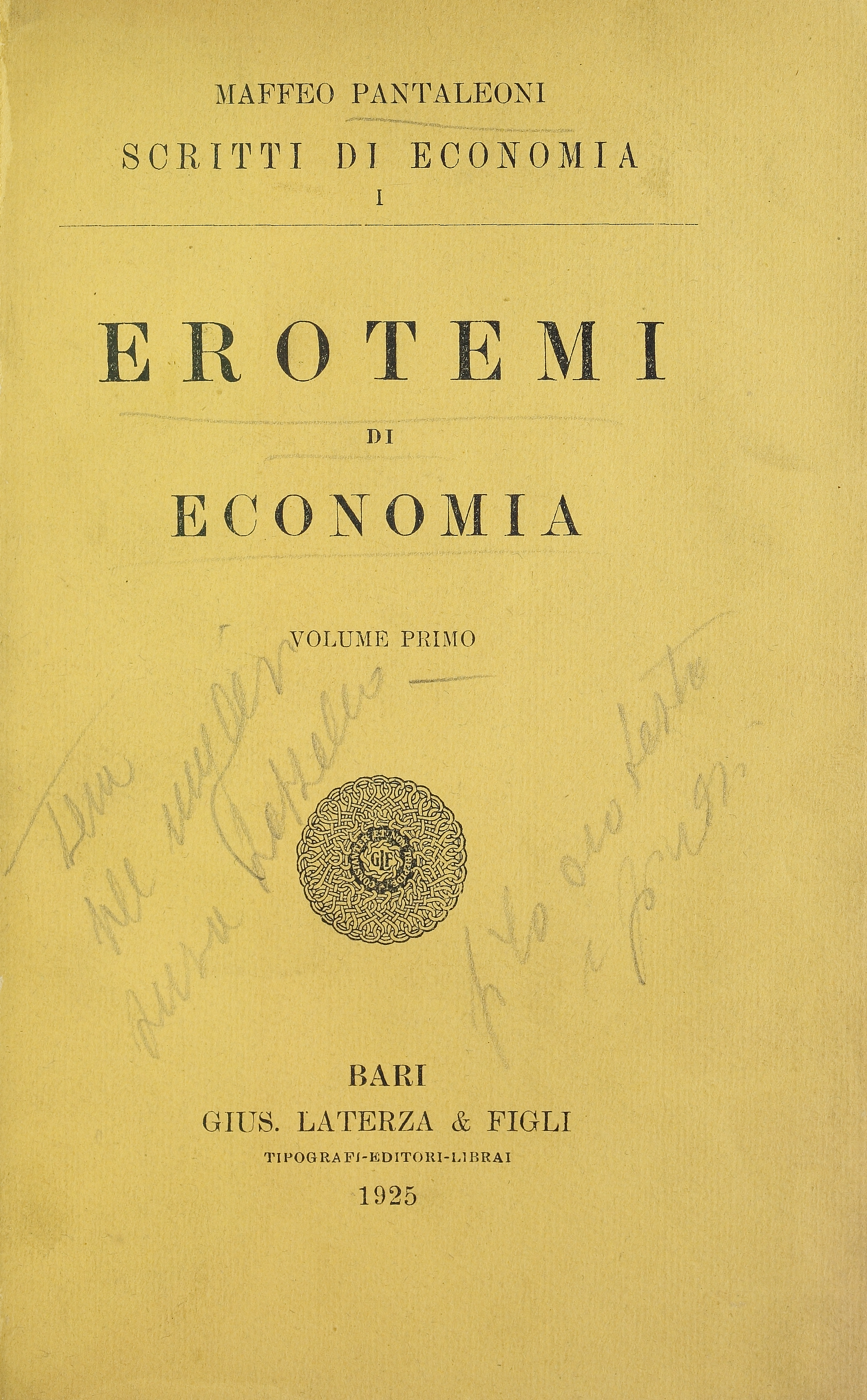
Erotemi di economia, 1925.

Maffeo Pantaleoni, född 2 juli 1857 i Frascati, död 29 oktober 1924 i Milano, var en italiensk nationalekonom.
Pantaleoni var en av de mest kända italienska nationalekonomerna. Han blev redan som 25-åring professor, från 1902 i Rom, och utövade som lärare och författare stort inflytande. Hans huvudarbete var Principii d'economia pura (1889). Pantaleoni arbetade efter likartade principer som Alfred Marshall men med ännu starkare matematisk stringens och visade på inflytande från William Stanley Jevons, Antoine Augustin Cournot och Léon Walras. Hans senare arbeten behandlar konkreta problem, och stilen är livlig. Pantaleoni deltog i det politiska livet och tillhörde en tid riksdagen som liberal. Han var fanatisk motståndare till socialisterna. I Gabriele D'Annunzio Fiume-regering var Pantaleoni medlem, liksom även i Nationernas Förbunds kontrollkommission för de österrikiska finanserna. Samlingar av hans ekonomiska art är Scritti vari di economia (tre band, 1904-10) och Erotemi d'economia (1925).